# Pietro di Porto
Pietro di Porto, noto anche come Pietro Seniore o Pietro Senex (in latino Petrus Senex; Roma, ... – Roma, 7 dicembre 1134), è stato un cardinale e vescovo cattolico italiano. Fu uno dei porporati più influenti della sua epoca, svolgendo un ruolo primario nelle dinamiche di potere pontificie dell'ultima fase della lotta per le investiture e del periodo immediatamente successivo. Il suo appoggio fu fondamentale per l'elezione dell'antipapa Anacleto II.

## Origini
Pietro era probabilmente nativo di Roma, ma qualsiasi altro dettaglio sulle sue origini rimane ignoto.
Nel 1088, fu creato cardinale presbitero dei Santi Silvestro e Martino ai Monti da papa Urbano II e, nel 1102, a seguito della morte del predecessore Maurizio, venne nominato vescovo di Porto da papa Pasquale II.

## Attività sotto Pasquale II
Sempre nel 1102, venne inviato come uomo di fiducia del pontefice nell'arcidiocesi di Benevento per risolvere una disputa riguardante l'elezione del nuovo arcivescovo locale, assumendo in seguito il ruolo di rettore di Benevento (rector Beneventanus). Impossibilitato a lasciare la città campana, non prese parte al concilio di Guastalla del 1106.
Nel 1110, in occasione della discesa in Italia di Enrico V, Pietro fu richiamato a Roma da Pasquale II per assisterlo nelle trattative. Insieme al collega Cencio di Sabina, accompagnò il pontefice durante la sua prigionia in Sabina e, l'11 aprile 1111, fu tra i testimoni e firmatari dell'accordo di Ponte Mammolo, nel quale Pasquale concedeva all'imperatore i diritti di investitura ecclesiastica dei vescovi, purché liberamente eletti. Solo allora il pontefice e i suoi accompagnatori furono rilasciati. La concessione del pravilegium suscitò il profondo sdegno del resto del collegio cardinalizio, che accusò il Pasquale II e gli altri sottoscrittori, tra cui Pietro, di eresia. Nel marzo del 1112, un sinodo in Laterano revocò il privilegio concesso a Ponte Mammolo.
Negli anni successivi, Pietro si occupò di risoluzione di controversie relative ad alcune successioni episcopali: nel 1114 fu di nuovo a Benevento per processare e deporre l'arcivescovo Landolfo, ribelle contro l'autorità papale; nel 1116 fu invece a Milano come giudice nell'annosa disputa tra Pietro Grossolano e Giordano da Clivio sul soglio dell'arcidiocesi.

## Primo vicariato e attività sotto Gelasio II
Quando Pasquale II dovette allontanarsi da Roma nel 1117, affidò a Pietro la carica di cardinale vicario sulla diocesi di Roma. In tale veste affrontò i problemi legati alla morte del papa (21 gennaio 1118) e all'organizzazione della successiva elezione, nella quale la sua influenza, insieme a quella della famiglia Pierleoni, fu fondamentale per determinare l'ascesa al soglio di Gelasio II. Insieme a Pietro, il nuovo papa dovette abbandonare Roma e rifugiarsi in Campania per sfuggire ai Frangipane (nemici dei Pierleoni) e a Enrico V, che stava nuovamente scendendo verso Roma per reclamare il privilegio del 1111. A Gaeta, Pietro diede a Gelasio la consacrazione episcopale, mentre Enrico, a Roma, elesse un proprio papa, Gregorio VIII, e ripartì per la Germania dopo che quest'ultimo ebbe confermato i suoi privilegi.

## Secondo vicariato e attività sotto Callisto II
Quando nel settembre 1118 il papa partì per la Francia, affidò nuovamente il vicariato dell'Urbe a Pietro, che mantenne la carica fino al rientro a Roma, nel 1120, del successore di Gelasio, Callisto II, la cui elezione, sebbene avvenuta in maniera non propriamente canonica, fu accettata da tutti i membri del clero romano e del collegio cardinalizio, Pietro incluso. L’appoggio dato a Callisto favorì la cessione definitiva al vescovo di Porto dell’episcopato di Santa Rufina di Selva Candida, portando alla definitiva fusione delle due sedi.
Sotto il pontificato di Callisto, Pietro svolse nuovamente diversi incarichi legatizi: nell'estate del 1120 mediò in una disputa tra l'arcivescovo di Pisa e la Repubblica di Genova relativa al controllo delle diocesi della Corsica, le quali alla fine furono trasferite sotto l'autorità diretta della Santa Sede; nello stesso anno, fu nuovamente a Benevento per stabilire la suffraganeità di alcune diocesi campane e per raccogliere l'omaggio feudale al papa di alcuni nobili locali; nel 1121 fu a Venezia per consegnare il vessillo di San Pietro al doge Domenico Michiel e alle truppe veneziane in partenza per la Terra Santa e per imporre il pallio a Guermondo, patriarca di Gerusalemme; quest'ultima operazione fu tuttavia in seguito delegata agli ambasciatori di Baldovino II e Pietro non partì mai per Gerusalemme. Negli ultimi anni di pontificato di Callisto II, si occupò di sottoscrivere le bolle papali più importanti. Nel 1223 partecipò al primo Concilio Lateranense.

## L'elezione del 1124 e attività sotto Onorio II
Nell'elezione papale del 1124, Pietro sostenne il candidato dei Pierleoni, il cardinale Teobaldo Buccapecus, che fu effettivamente eletto ma dovette poi rinunciare a causa della violenta irruzione dei Frangipane, che imposero ai cardinali il proprio candidato, Onorio II. Pietro si rifiutò di accettare l'elezione come legittima, ma cambiò idea quando gli fu promesso in cambio il castello di Formello.
Anche sotto Onorio, Pietro continuò a sottoscrivere le bolle pontificie, tra cui quella che attribuiva a Pietro il Venerabile, abate di Cluny, il controllo di tutta la Cluniacensis Ecclesia. Rifiutò tuttavia di prendere parte alla cerimonia in cui Onorio, annullando le disposizioni del suo predecessore, restituiva all'arcivescovo di Pisa il diritto di consacrare i vescovi corsi.

## L'elezione del 1130 e lo scisma
Nella contestata elezione del 1130, Pietro fu il principale sostenitore dell'elezione di Anacleto II, ritenendo invece le modalità dell'elezione del rivale Innocenzo II totalmente illegittime. Nonostante gli appelli all'unità lanciati da Pietro al partito innocenziano, lo scisma non si ricompose e i sostenitori di Innocenzo furono presto costretti a lasciare Roma. Il 26 febbraio Pietro consacrò Anacleto II nella basilica di San Pietro. Il 27 marzo, Innocenzo II lanciò l'anatema su Anacleto e tutti i suoi sostenitori; l'antipapa fece altrettanto.
Anche sotto Anacleto, Pietro continuò per alcuni mesi a sottoscrivere i documenti pontifici. L'ultimo documento giuntoci riportante la sua firma risale al 24 aprile dello stesso anno.
Morì, verosimilmente a Roma, nel dicembre del 1134, in età molto avanzata, rimanendo sempre fermamente convinto della legittimità di Anacleto e senza essersi mai riconciliato con Innocenzo II. Il luogo della sua sepoltura non è noto.
A causa dello scisma ancora in corso, due furono i successori chiamati a prendere il suo posto sulla sede di Porto-Santa Rufina: Teodevino tra i seguaci di Innocenzo II, Giovanni tra quelli di Anacleto II.